# Falusi Márton
Falusi Márton (Budapest, 1983. október 17.–) magyar költő, író, szerkesztő, kultúrakutató, irodalomtörténész. 

## Tanulmányai
A Veres Pálné Gimnáziumban érettségizett. 2007-ben az Eötvös Loránd Tudományegyetem Állam- és Jogtudományi Karán szerzett jogi diplomát. 2017-ben a Pécsi Tudományegyetem Állam- és Jogtudományi Karának Doktori Iskolájában szerezte meg PhD-fokozatát. Doktori értekezésének címe: Jog és irodalom, haza és haladás a magyar eszmetörténetben. 2000 óta publikál verseket, esszéket, tanulmányokat, kritikákat és szépprózát. 

## Munkássága
Szépírói munkássága mellett fordít, folyóiratot és könyveket szerkeszt, valamint eszmetörténettel, irodalomelmélettel, irodalomtörténettel és jogfilozófiával foglalkozik. Rendszeresen szervez tudományos konferenciákat, tart előadásokat. Rádióműsort vezetett (a Magyar Katolikus Rádió Olvasójegy cím műsorát), kulturális műsorok rendszeres szakértője, állandó vendége (M5 Librettó). Számos kötet alkotószerkesztőjeként és könyvsorozatok – mint például az MMA Kiadó Pars pro toto című művészetfilozófiai sorozata – szerkesztőjeként is ismert.

## Pályafutása
2006-tól kezdve a Hitel folyóirat szépirodalmi rovatának szerkesztője 2019-ig. A Stádium Fiatal Írók Körében kezdte költői pályafutását. Első verseskötete Hazáig látni címmel jelent meg 2004-ben a Stádium Kiadó gondozásában, amelyért ugyanebben az évben elnyerte a legjobb első verseskötetért járó Gérecz Attila-díjat.
Második verseskötete Rádnyitva ablak, ajtó címmel 2007-ben a Stádium Kiadó látott napvilágot. 2008-ban Móricz Zsigmond-ösztöndíjat és Junior Prima díjat kapott magyar irodalom kategóriában. 2008 és 2011 között a Magyar Írószövetség külügyi referense, 2010-től 2011-ig a Magyar Írószövetség elnökségének tagja. 2008-tól 2012-ig a Magyar Napló folyóirat világirodalmi rovatának vezetője (Világirodalmi Figyelő). 2009-ben – 2013-as lemondásáig – a Könyves Szövetség Szépirodalmi és Társadalomtudományi Kis Kiadók Szövetségének elnöke lett.
Harmadik verseskötete Fagytak poklaid címmel 2010-ben jelent meg a Magyar Napló Kiadó gondozásában. 2012-ben Virágvasárnapi zsákbanfutás címmel jelentek meg esszéi, tanulmányai és kritikái a Hitel Könyvműhely gondozásában. 2012-től 2015-ig a Nemzeti Kulturális Alap Könyvkiadás Kollégiumának kurátora. 
Negyedik verseskötete Albérleti fordulónap címmel 2013-ban a Nap Kiadó gondozásában jelent meg. 2014-ben Nagy Gáspár Irodalmi és Művészeti Díjat, 2016-ban pedig József Attila-díjat kapott.
A Magyar Művészeti Akadémia (MMA) Irodalmi Tagozatának nem akadémikus köztestületi tagjainak közgyűlési képviselője 2016 és 2020 között. 2015 óta a Magyar Művészeti Akadémia Művészetelméleti és Módszertani Kutatóintézet (MMA MMKI) tudományos munkatársa, 2018-tól tudományos főmunkatársa. 2016-tól a Nemzeti Kulturális Alap Szépirodalom Kollégiumának kurátora, 2019-től 2022-ig a Kollégium vezetője. 2017 és 2019 között a Kárpát-medencei Tehetséggondozó Nonprofit kft. Előretolt Helyőrség Íróakadémia oktatója. A 2019-ben indult Országút című művészeti, tudományos és közéleti kéthetilap első főszerkesztője 2020-ig.
2016-ban, 2019-ben újra esszé- és tanulmánykötetekkel (Műtücsök opál mezőkön; Kultúra arisztokrácia nélkül?), 2020-ban verseskötettel jelentkezett (Kiöltözünk és bemosakszunk). Írásaiban Falusi Márton a magyar eszmetörténet gondolkodásképleteinek feltárása, valamint a különféle filozófiai áramlatok értelmezése révén foglalkozik a kulturális identitás, a nemzeti gondolat korszerű társadalom- és művészetelméleti megalapozásával. Prózáját a magyar esszé metaforikus és a nyugati humántudományok fogalmi rendszereit szintetizáló szemléletmód, a személyességre és az objektivitásra egyaránt törekvő nyelvalakítás hatja át. 
Falusi szűkebb kutatási területei a 20. századi, valamint a kortárs magyar irodalom és irodalomértés, az irodalomtörténet-írás módszertani kérdései, az irodalom eszmetörténeti, társadalomelméleti és kultúrfilozófiai vonatkozásai, valamint a jogbölcselet (a jog és irodalom diszciplína egyik magyarországi meghonosítója).
Költői és esszéírói munkásságának közös jellemzője a rendkívül széles tájékozódási horizont. Versalakítási módszerére egyként hatott Nagy László és Petri György, Szilágyi Domokos és Orbán Ottó. Alapvetően metaforikus versnyelve a regiszterek rendkívül bátor keverése által nyer széles horizontot, az önéletrajzi elemekből kibomló vers így válik a világ hallatlanul gazdag fölmérésévé. Mind e mögött a költészeti mesterség teljes körű ismerete munkál.
2018-tól kezdve MMA MMKI, „A kortárs magyar irodalom kislexikona” kutatócsoport egyik vezetője, illetve a 2018 és 2021 között szerkesztett rendhagyó kortárs magyar irodalomtörténet, a Magyar irodalmi művek 1956─2016 egyik főszerkesztője volt. 2020 óta az MMA művészetelméleti lapjának, a Magyar Művészet folyóirat főszerkesztője.  2021 óta a PTE Filozófia Doktori Iskola meghívott előadója. A Nagy László Szellemi Öröksége Alapítvány és a Tamási Áron Közhasznú Alapítvány kuratóriumának tagja. 

## Könyvei
- Hazáig látni. Versek, Stádium, 2004
- Rádnyitva ablak, ajtó. Versek, Stádium Kiadó, 2007
- Fagytak poklaid. Versek, Magyar Napló, 2010
- Virágvasárnapi zsákbanfutás, esszék, tanulmányok, kritikák, Hitel Könyvműhely, 2012
- Albérleti fordulónap, versek, Nap, 2013
- Műtücsök opál mezőkön, esszék, Nap, Bp., 2016 (Magyar esszék)
- Halálos szótövek kertje. Versek; Előretolt Helyőrség Íróakadémia–Kárpát-medencei Tehetséggondozó Nonprofit Kft., Bp., 2017
- A tökéletes zártság egyetlen pillanata. Az Előretolt Helyőrség Íróakadémia kárpátaljai ösztöndíjasainak antológiája; szerk. Falusi Márton; Kárpát-medencei Tehetséggondozó Nonprofit Kft., Bp., 2018
- Jog és irodalom, haza és haladás a magyar eszmetörténetben; MMA MMKI, Bp., 2018 (Fundamenta profunda)
- Kultúra arisztokrácia nélkül? Esszék és tanulmányok; Kárpát-medencei Tehetséggondozó Nonprofit Kft., Bp., 2019
- Kiöltözünk és bemosakszunk. Versek; Magyar Napló, Írott Szó Alapítvány, Bp., 2020
- Magyar irodalmi művek 1956–2016, szerk. Pécsi Györgyi-Falusi Márton, MMA Kiadó Nonprofit Kft, Bp., 2021

## Színpadi művei
- A buszmegálló, avagy mikor jön a hathúszas? Hangjáték, Magyar Katolikus Rádió, 2016.
- Szélfútta levél, Színmű, Debreceni Csokonai Színház, 2016.[12]
- Heverő, avagy Csernyenkó kézdublőre, Hangjáték, Magyar Katolikus Rádió, 2019.

## Díjai
- 2004: Gérecz Attila-díj
- 2008: Junior Prima díj
- 2008: Móricz Zsigmond-ösztöndíj
- 2011: NKA  Alkotói Ösztöndíj
- 2014: Nagy Gáspár Irodalmi és Művészeti Díj
- 2015: Bella István-díj
- 2016: József Attila-díj

## Róla írták
- Nagy Gábor laudációja Falusi Mártonról
- Kelemen Lajos írása Falusi Márton Halálos szótövek kertje című verseskötetéről
- Fonódó sínpoézis – Smid Róbert írása a Halálos szótövek kertje című verseskötetről
- Kelemen Lajos írása az Albérleti fordulónap című verseskötetről
- Nagygéci Kovács József írása a Halálos szótövek kertje című kötetről a Bárkában
- Horváth Péter: Költői képmás és érzéki illúzió – kritika a Kiöltözünk és bemosakszunk című kötetről
- Tóth László: Hagyomány és lelemény igézetében – futamok Falusi Márton esszéihez
- Falusi Márton Albérleti fordulónap című kötete az MMA Lexikonba
- Alföldy Jenő írása a Fagytak poklaid című verseskötetről
- Imre László írása a Kortárs című folyóiratban
- Papp Endre írása a Virágvasárnapi zsákbanfutás című kötetről
- A Megszólítás őszintesége – Boldogh Dezső írása az Országútban
- Tükörreflexek és nyelvblokádok – Smid Róbert írása a Magyar Krónikában

## Interjúk
- A költő nem holdkóros – interjú Falusi Mártonnal az Indexen
- Még a legnagyobb újító is eredendően konzervatív – interjú Falusi Mártonnal a Mandineren
- „…Mehetünk visszafelé az időben, és napjainkból is meríthetünk” – interjú Falusi Mártonnal
- „A különböző hagyományok nem kizárják, hanem kiegészítik egymást” – interjú Falusi Mártonnal
- Teljesebbé tenné a kánont az új irodalmi lexikon – interjú a Magyar Nemzetben
- Megkérdeztük Falusi Mártont a Magyar irodalmi művek 1956–2016  lexikonról